# Мужская сборная Гамбии по баскетболу
Мужская сборная Гамбии по баскетболу — национальная команда по баскетболу, представляющая Гамбию на международных соревнованиях. Управляется Федерацией баскетбола Гамбии.

## История
Сборная Гамбии по баскетболу дебютировала в международных соревнованиях в 1978 году, когда впервые выступила в чемпионате Африки в Дакаре, который также был квалификационным турниром чемпионата мира.
На групповом этапе гамбийцы проиграли все четыре матча против сборных Нигерии — 69:124, Берега Слоновой Кости — 77:129, Сенегала — 67:95 и Мавритании — 68:87. В стыковом матче за 9-10-е места сборная Гамбии выиграла у Ливии — 121:90.
Этот турнир стал единственным крупным соревнованием, в котором участвовала сборная Гамбии. Впоследствии гамбийцы не попадали в финальную часть чемпионата Африки и в последний раз участвовали в отборе в 2005 году.

## Результаты выступлений

### Чемпионат Африки
- 1978 — 9-е место